# Kim Bong-soo
Kim Bong-soo (4 de dezembro de 1970) é um treinador e ex-futebolista profissional sul-coreano que atuava como goleiro.

## Carreira
Kim Bong-soo representou a Seleção Sul-Coreana de Futebol nas Olimpíadas de 1992.